# 大井水库
大井水库是中国安徽省六安市寿县境内的一座水库，位于淮河瓦埠湖水系上，建于1978年。水库正常库容为3635万立方米，集雨面积为34平方千米，海拔为40米。